# Augusta Salling

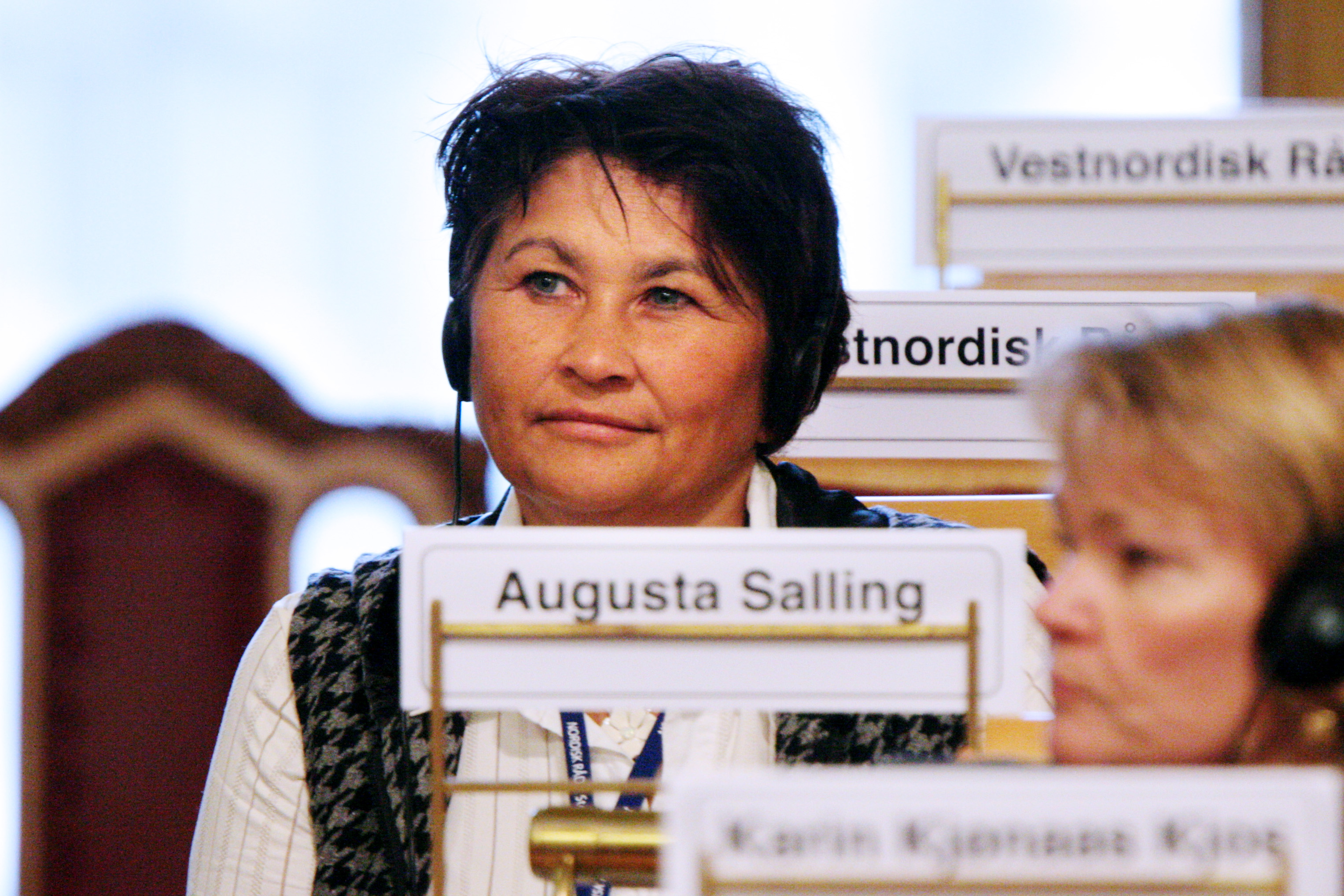
Augusta Salling 2007

Augusta Salling, född 1954, är en grönländsk politiker som representerar partiet Atássut. 
Salling är utbildad lärare, men innan hon blev politiker på heltid var hon även aktiv i näringslivet som direktör för Disko Havfiskeri mellan 1986 och 1993. Hon var borgmästare i Qeqertarsuaq 1993-1997, och satt i kommunstyrelsen till 2001. 
Mellan 2002 och 2005 var hon partiledare. Hon har även suttit i det grönländska Landstinget, och varit finansminister. 